# Robert Veyron-Lacroix
Pour les articles homonymes, voir Veyron (homonymie) et Lacroix.
Répertoire
- Douze concertos de J. S. Bach
- Concerto pour clavecin de Jean Françaix en 1960
- Variations sur un thème de Rameau de Jean-Michel Damase en 1966
- Concerto pour clavecin de Darius Milhaud en 1969
- Sonate pour flûte et clavecin d'André Jolivet en 1958
- Carillons de Maurice Ohana en 1961

Robert Veyron-Lacroix, né à Paris le 13 décembre 1922 et mort à Garches (Hauts-de-Seine) le 2 avril 1991, est un claveciniste et pianiste français, célèbre pour avoir formé, entre autres, un duo avec le flûtiste Jean-Pierre Rampal.

## Biographie
Robert Veyron-Lacroix est né dans une famille d'ancienne bourgeoisie originaire du Dauphiné, connue dès le XVe siècle à Saint-Geoirs. Il a étudié au conservatoire de Paris avec Samuel Rousseau et Yves Nat. Il a enseigné à la Schola Cantorum en 1956, à l'Académie internationale d'été de Nice (1959) et a été professeur au conservatoire de Paris de 1967 à 1988. Il eut notamment pour élève Huguette Grémy-Chauliac.
Pendant près de trente-cinq ans, Robert Veyron-Lacroix et Jean-Pierre Rampal se sont produits dans le monde entier et ont gravé de nombreux enregistrements, qui leur ont valu cinq Grand prix du disque[réf. nécessaire].
Il a également réalisé des enregistrements seul ou avec d'autres musiciens comme Paul Tortelier (violoncelle), Pierre Pierlot (hautbois)  et Arthur Grumiaux (violon).
Très actif en musique de chambre, il a fondé en 1952 l'Ensemble baroque de Paris avec Jean Pierre Rampal, Pierre Pierlot, Paul Hongne et Robert Gendre.
Ses talents de concertiste ont été sollicités par la firme Erato, et il a enregistré quantité de concertos baroques ou modernes. On lui doit entre autres deux intégrales des douze concertos de J. S. Bach qu'il grava avec Jean-François Paillard.
Il a notamment écrit la Sonate pour flûte et clavecin d'André Jolivet en 1958, la Sonate pour flûte et piano du même auteur en 1959 avec Rampal, le Concerto pour clavecin de Jean Françaix en 1960, Carillons de Maurice Ohana en 1961. Il a également créé Variations sur un thème de Rameau de Jean-Michel Damase en 1966, et le Concerto pour clavecin de Darius Milhaud en 1969.
Robert Veyron-Lacroix a écrit un ouvrage intitulé Recherche de musique ancienne (1955, Paris).

## Enregistrements
- Erato a publié, sous le titre Le charme du clavecin (1997), une compilation d'interprétations de Veyron-Lacroix: F. Couperin (mai 1967, à l’Église maronite), J.-Ph. Rameau (mai 1970, chez M. Noisette de Crauzat), Bach et Haendel (mai 1978, au salon Honnorat de la Cité Universitaire), B. Galuppi, D. Scarlatti et D. Cimarosa (1990).

. I.M.E.Pathé Marconi La Voix de son Maître: FRANZ-JOSEPH HAYDN Trois Concertos pour clavecin et orchestre: Concerto en Ré majeur, en Sol majeur, en Fa majeur, orchestre de chambre de Toulouse direction LOUIS AURIACOMBE, (Cadences de Robert Veyron-Lacroix). 2YLA1559/1560 CVAP 2069 B,Circa 1968.